# Matilda Tomšič – Sebenikar
Matilda Tomšič - Sebenikar, pesnica, pripovednica in narodna delavka, se je rodila 13. 2. 1847 v Trebnjem učitelju Matiju Tomšiču. Pisala je v prve letnike Vrtca, kasneje v Slovenko, Zvonček in Edinost, njene pesmi pa imajo večinoma pripovedni in humorni značaj. Bila je zagnana narodna delavka in predsednica odbora Ciril – Metodove družbe na Rakeku, kjer je 12. 9. 1933 tudi sklenila svojo življenjsko pot.  